# Cup of Russia de 2003
Cup of Russia de 2003 foi a oitava edição da Cup of Russia, um evento anual de patinação artística no gelo organizado pela Federação de Patinação Artística da Rússia (em russo:  Федерация фигурного катания на коньках Росси), e que fez parte do Grand Prix de 2003–04. A competição foi disputada entre os dias 20 de novembro e 23 de novembro, na cidade de Moscou, Rússia.

## Eventos
- Individual masculino
- Individual feminino
- Duplas
- Dança no gelo

## Medalhistas
| Evento                        | Ouro                                        | Prata                                            | Bronze                                   |
| Individual masculino detalhes | Evgeni Plushenko · Rússia                   | Li Chengjiang · China                            | Frédéric Dambier · França                |
| Individual feminino detalhes  | Elena Liashenko · Ucrânia                   | Carolina Kostner · Itália                        | Galina Maniachenko · Ucrânia             |
| Duplas detalhes               | Tatiana Totmianina · Maxim Marinin · Rússia | Pang Qing · Tong Jian · China                    | Zhang Dan · Zhang Hao · China            |
| Dança no gelo detalhes        | Tatiana Navka · Roman Kostomarov · Rússia   | Tanith Belbin · Benjamin Agosto · Estados Unidos | Galit Chait · Sergei Sakhnovski · Israel |

## Resultados

### Individual masculino
| Pos.              | Nome             | Nacionalidade  | Pontos | PC         | PL         |
| ----------------- | ---------------- | -------------- | ------ | ---------- | ---------- |
| Medalha de ouro   | Evgeni Plushenko | Rússia         | 231.25 | 80.35 (1)  | 150.90 (1) |
| Medalha de prata  | Li Chengjiang    | China          | 210.94 | 65.77 (5)  | 145.17 (2) |
| Medalha de bronze | Frédéric Dambier | França         | 201.55 | 67.23 (4)  | 134.32 (4) |
| 4                 | Michael Weiss    | Estados Unidos | 199.03 | 71.55 (3)  | 127.48 (5) |
| 5                 | Stéphane Lambiel | Suíça          | 198.01 | 62.00 (6)  | 136.01 (3) |
| 6                 | Alexander Abt    | Rússia         | 189.46 | 73.05 (2)  | 116.41 (6) |
| 7                 | Ben Ferreira     | Canadá         | 175.44 | 59.10 (7)  | 116.34 (7) |
| 8                 | Silvio Smalun    | Alemanha       | 154.07 | 56.29 (9)  | 97.78 (9)  |
| 9                 | Ivan Dinev       | Bulgária       | 152.77 | 52.44 (10) | 100.33 (8) |
| 10                | Kensuke Nakaniwa | Japão          | 146.59 | 50.43 (11) | 96.16 (10) |
| 11                | Sergei Davydov   | Bielorrússia   | 143.58 | 57.20 (8)  | 86.38 (11) |
| WD                | Alexander Shubin | Rússia         | —      | — (WD)     |            |

### Individual feminino
| Pos.              | Nome               | Nacionalidade  | Pontos | PC         | PL         |
| ----------------- | ------------------ | -------------- | ------ | ---------- | ---------- |
| Medalha de ouro   | Elena Liashenko    | Ucrânia        | 149.68 | 53.80 (1)  | 95.88 (2)  |
| Medalha de prata  | Carolina Kostner   | Itália         | 143.53 | 45.38 (6)  | 98.15 (1)  |
| Medalha de bronze | Galina Maniachenko | Ucrânia        | 139.84 | 51.02 (3)  | 88.82 (3)  |
| 4                 | Joannie Rochette   | Canadá         | 139.30 | 50.56 (4)  | 88.74 (4)  |
| 5                 | Beatrisa Liang     | Estados Unidos | 138.56 | 53.40 (2)  | 85.16 (6)  |
| 6                 | Diána Póth         | Hungria        | 129.24 | 43.70 (9)  | 85.54 (5)  |
| 7                 | Kristina Oblasova  | Rússia         | 127.96 | 44.68 (8)  | 83.28 (7)  |
| 8                 | Yukari Nakano      | Japão          | 127.68 | 44.68 (7)  | 83.00 (8)  |
| 9                 | Elena Sokolova     | Rússia         | 126.33 | 50.52 (5)  | 75.81 (9)  |
| 10                | Ludmila Nelidina   | Rússia         | 117.49 | 42.20 (10) | 75.29 (10) |
| 11                | Elina Kettunen     | Finlândia      | 113.18 | 38.50 (11) | 74.68 (11) |
| 12                | Liu Yan            | China          | 105.75 | 36.48 (12) | 69.27 (12) |

### Duplas
| Pos.              | Nome                                   | Nacionalidade    | Pontos | PC         | PL         |
| ----------------- | -------------------------------------- | ---------------- | ------ | ---------- | ---------- |
| Medalha de ouro   | Tatiana Totmianina / Maxim Marinin     | Rússia           | 190.66 | 68.64 (1)  | 122.02 (1) |
| Medalha de prata  | Pang Qing / Tong Jian                  | China            | 185.04 | 63.16 (2)  | 121.88 (3) |
| Medalha de bronze | Zhang Dan / Zhang Hao                  | China            | 180.28 | 58.38 (3)  | 121.90 (2) |
| 4                 | Valérie Marcoux / Craig Buntin         | Canadá           | 165.40 | 55.16 (5)  | 110.24 (4) |
| 5                 | Julia Obertas / Sergei Slavnov         | Rússia           | 158.62 | 55.58 (4)  | 103.04 (5) |
| 6                 | Viktoria Borzenkova / Andrei Chuvilaev | Rússia           | 151.20 | 52.88 (6)  | 98.32 (6)  |
| 7                 | Tiffany Scott / Philip Dulebohn        | Estados Unidos   | 143.08 | 49.80 (7)  | 93.28 (8)  |
| 8                 | Kateřina Beránková / Otto Dlabola      | República Tcheca | 141.60 | 47.84 (8)  | 93.76 (7)  |
| 9                 | Nicole Nönnig / Matthias Bleyer        | Alemanha         | 125.07 | 40.98 (10) | 84.09 (9)  |
| WD                | Sabrina Lefrançois / Jérôme Blanchard  | França           | —      | 43.74 (9)  | — (WD)     |

### Dança no gelo
| Pos.              | Nome                               | Nacionalidade  | Pontos | DC         | DO         | DL         |
| ----------------- | ---------------------------------- | -------------- | ------ | ---------- | ---------- | ---------- |
| Medalha de ouro   | Tatiana Navka / Roman Kostomarov   | Rússia         | 225.79 | 42.40 (1)  | 66.25 (1)  | 117.14 (1) |
| Medalha de prata  | Tanith Belbin / Benjamin Agosto    | Estados Unidos | 209.17 | 38.98 (3)  | 62.80 (2)  | 107.39 (2) |
| Medalha de bronze | Galit Chait / Sergei Sakhnovski    | Israel         | 202.85 | 38.09 (4)  | 59.92 (4)  | 104.84 (3) |
| 4                 | Kati Winkler / René Lohse          | Alemanha       | 201.71 | 39.00 (2)  | 60.80 (3)  | 101.91 (4) |
| 5                 | Federica Faiella / Massimo Scali   | Itália         | 171.13 | 33.15 (6)  | 47.77 (6)  | 90.21 (5)  |
| 6                 | Oksana Domnina / Maxim Shabalin    | Rússia         | 166.93 | 33.59 (5)  | 49.26 (5)  | 84.08 (7)  |
| 7                 | Svetlana Kulikova / Vitali Novikov | Rússia         | 164.30 | 32.24 (7)  | 47.25 (7)  | 84.81 (6)  |
| 8                 | Roxane Petetin / Mathieu Jost      | França         | 156.29 | 32.12 (8)  | 42.26 (9)  | 81.91 (8)  |
| 9                 | Sinead Kerr / John Kerr            | Reino Unido    | 148.43 | 27.61 (11) | 45.56 (8)  | 75.26 (9)  |
| 10                | Alexandra Kauc / Michał Zych       | Polônia        | 139.41 | 30.14 (9)  | 40.46 (10) | 68.81 (10) |
| 11                | Nakako Tsuzuki / Kenji Miyamoto    | Japão          | 129.07 | 29.22 (10) | 33.84 (12) | 66.01 (11) |
| 12                | Melissa Piperno / Liam Dougherty   | Canadá         | 122.46 | 25.35 (12) | 34.82 (11) | 62.29 (12) |

## Quadro de medalhas
| Ordem | País           | Medalha de ouro | Medalha de prata | Medalha de bronze |    | Ordem por total |
| ----- | -------------- | --------------- | ---------------- | ----------------- | -- | --------------- |
| 1     | Rússia         | 3               |                  |                   | 3  | 1               |
| 2     | Ucrânia        | 1               |                  | 1                 | 2  | 3               |
| 3     | China          |                 | 2                | 1                 | 3  | 1               |
| 4     | Estados Unidos |                 | 1                |                   | 1  | 4               |
| 4     | Itália         |                 | 1                |                   | 1  | 4               |
| 6     | França         |                 |                  | 1                 | 1  | 4               |
| 6     | Israel         |                 |                  | 1                 | 1  | 4               |
| TOTAL | TOTAL          | 4               | 4                | 4                 | 12 | —               |